# Затёмное
Затёмное (укр. Затемне) — село в Перемышлянской городской общине Львовского района Львовской области Украины.
Население по переписи 2001 года составляло 115 человек. Занимает площадь 1,36 км². Почтовый индекс — 81215. Телефонный код — 3263.